# Nautopia
Nautopia é uma peça de teatro musical brasileiro, escrita, composta e dirigida por Daniel Salve.
Produzido originalmente pela Eureka Entretenimento, Pulsar Ideias Artísticas e H Produçōes Culturais,  com texto, música, arranjos, direção e cenografia de Daniel Salve, Direção de Produção de Alexandre Bissoli, Direção de Movimento de Olívia Branco, Direção Musical de Diego Salles, Desenho de Luz de Guilherme Paterno e Assistência de Direção de Roberto Borges, o espetáculo inaugurou a programação teatral do Teatro B32 em abril de 2022.

## Criação e desenvolvimento
Em 2017, Daniel Salve desenvolveu uma primeira oficina para experimentar algumas ideias acerca de uma imagem de pessoas em um barco e do título "Nautopia" (uma palavra que lhe aparecera em um sonho). Na mente do autor, “Nautopia” era uma palavra que simbolizava uma “utopia em constante movimento”. Daniel já tinha alguns motivos musicais esboçados (“Ruínas a mais” e “Nautopia”, além de um tema batizado como “A Fortaleza” que ele nunca usou na obra), porém sem um enredo definido.
Na oficina de 2017 foram esboçados alguns personagens centrais (alguns mais tarde foram rebatizados) e uma ideia central acerca da trama principal. Apesar de se tratar da história de uma comunidade à beira mar,  o autor percebeu que precisava ambientar a história em um lugar de temperatura e águas frias, e assim optou pelo litoral Sul do Brasil. Buscando por uma localização que tivesse essas características, Daniel descobriu um lugar real chamado “Vale da Utopia”, no distrito de Palhoça, ao sul de Florianópolis e se surpreendeu com a sincronicidade entre o tema investigado na trama de “Nautopia” e a história real do Vale da Utopia.
Foram dois meses de oficina que culminaram em duas apresentações para um público de convidados no final de outubro de 2017.

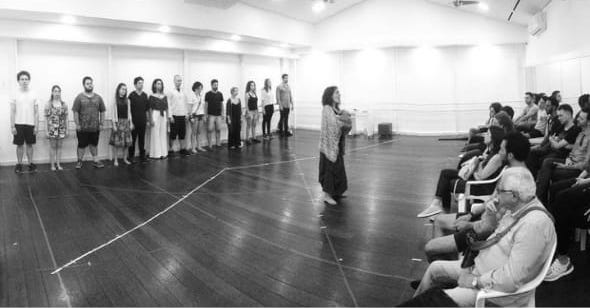
Foto da primeira oficina de montagem do musical Nautopia

O material foi desenvolvido ao longo de outros três laboratórios de pesquisa e experimentação cênica, musical e dramatúrgica durante os anos de 2018 e 2019, período no qual Daniel seguiu trabalhando com um grupo de atores.
Em 2020 um workshop foi produzido com uma primeira versão do texto final, além de contar com novo material, especialmente escrito ao longo do próprio workshop.

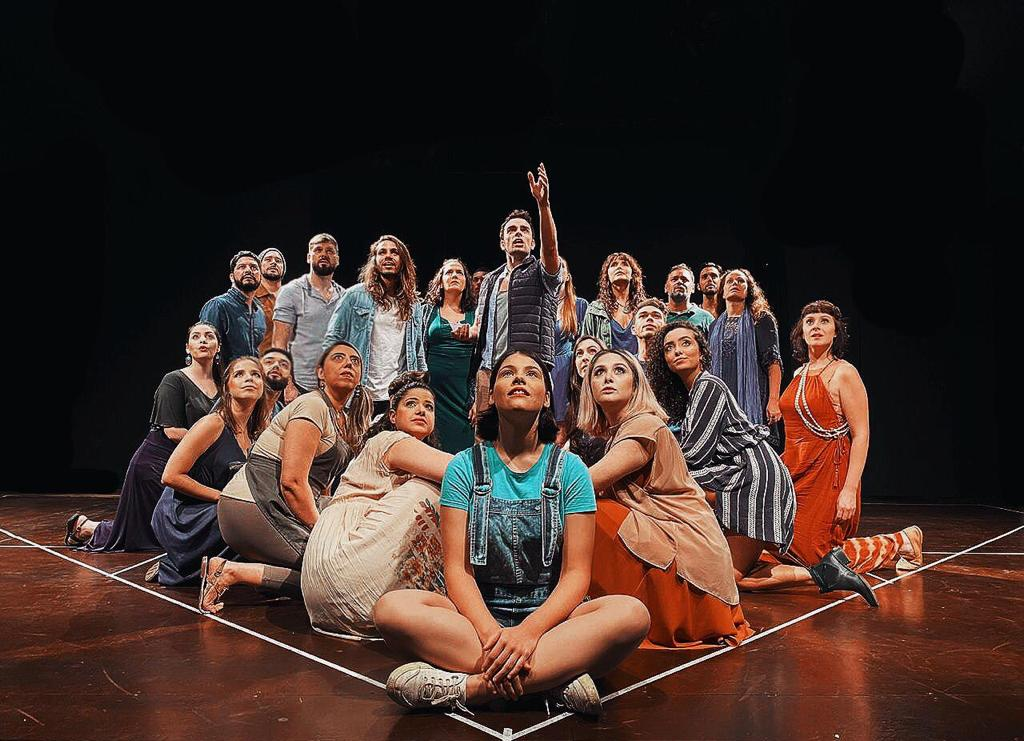
Elenco em workshop de montagem do musical Nautopia

### Workshop
O workshop de montagem de Nautopia foi dirigido por Daniel Salve, teve direção de movimento de Olívia Branco, direção musical de Diego Salles, direção de produção de Alexandre Bissoli, além de ser estrelado por Beto Sargentelli. Aconteceu em março de 2020, e teve quatro apresentações no pequeno teatro Giostri, na Bela Vista.
O workshop teve repercussão extremamente positiva. Os produtores esperavam poder estrear o espetáculo ainda no segundo semestre de 2020, mas os planos foram interrompidos por conta da pandemia de Covid-19, que se estabeleceu no Brasil uma semana após o final das apresentações do Workshop.

## Sinopse
Nautopia é uma saga familiar que narra o retorno do jovem navegador Tomás à sua terra de origem - uma pequena comunidade no idílico Vale da Utopia, em Santa Catarina - três anos após sua partida.
Criado no início da década de 90 por um grupo de cinco jovens amigos desiludidos com a realidade política e econômica do Brasil, o Vale da Utopia surge como uma “sociedade alternativa” à beira mar em um pedaço de terra de propriedade da família do jovem e egocêntrico Jorge Rocha. Ao lado de João (um professor universitário que larga a carreira acadêmica para viver em um veleiro), Fátima (uma jovem estudante por quem João se apaixona), Lúcia (irmã de Fátima e namorada de Rocha) e a neo hippie e mística Zara, Rocha (cheio de segundas intenções) viabiliza uma utopia particular, acreditando ter deixado para trás todos os monstros da sociedade da qual os cinco fugiram. O início do que parece ser uma grande aventura é marcado por um desvio inesperado quando durante uma festa os jovens experimentam os “cogumelos mágicos” que crescem por todo o vale e seus efeitos lisérgicos.
Os anos passam e o grupo estabelece ali suas raízes, planta sonhos e dá frutos na forma de crianças – os sete “filhos do vale”: Tomás e Clara (filhos de João e Fátima); Elias, Tadeu e  Isabel (Filhos de Rocha e Lúcia) e Selena e Cauã (filhos de Zara e pais de identidades desconhecidas). Treze anos após a fundação do vale, Fátima morre durante o parto de sua segunda filha, Clara, desestabilizando a comunidade e fazendo com que João decida ir embora levando os dois filhos. Inesperadamente, João sofre um estranho acidente a bordo do barco de Rocha pouco tempo depois.
Após a morte dos pais, Tomás passa a ser criado pela tia, Lúcia, e pelo padrinho Rocha, e assume para si responsabilidade de cuidar de Clara. Tomás herda de João também um barco e um sonho: dar a volta ao mundo a bordo do veleiro Zênite.
Tomás cresce na companhia dos outros filhos do vale, sendo Selena o amor que pretende levar para a vida. Porém a jovem cresce em conflito com o lugar que Tomás tanto ama, e pede para que ele vá embora com ela, o que ele sempre recusa. Selena ganha uma bolsa de estudos para dançar em uma companhia no Rio de Janeiro e vai embora.

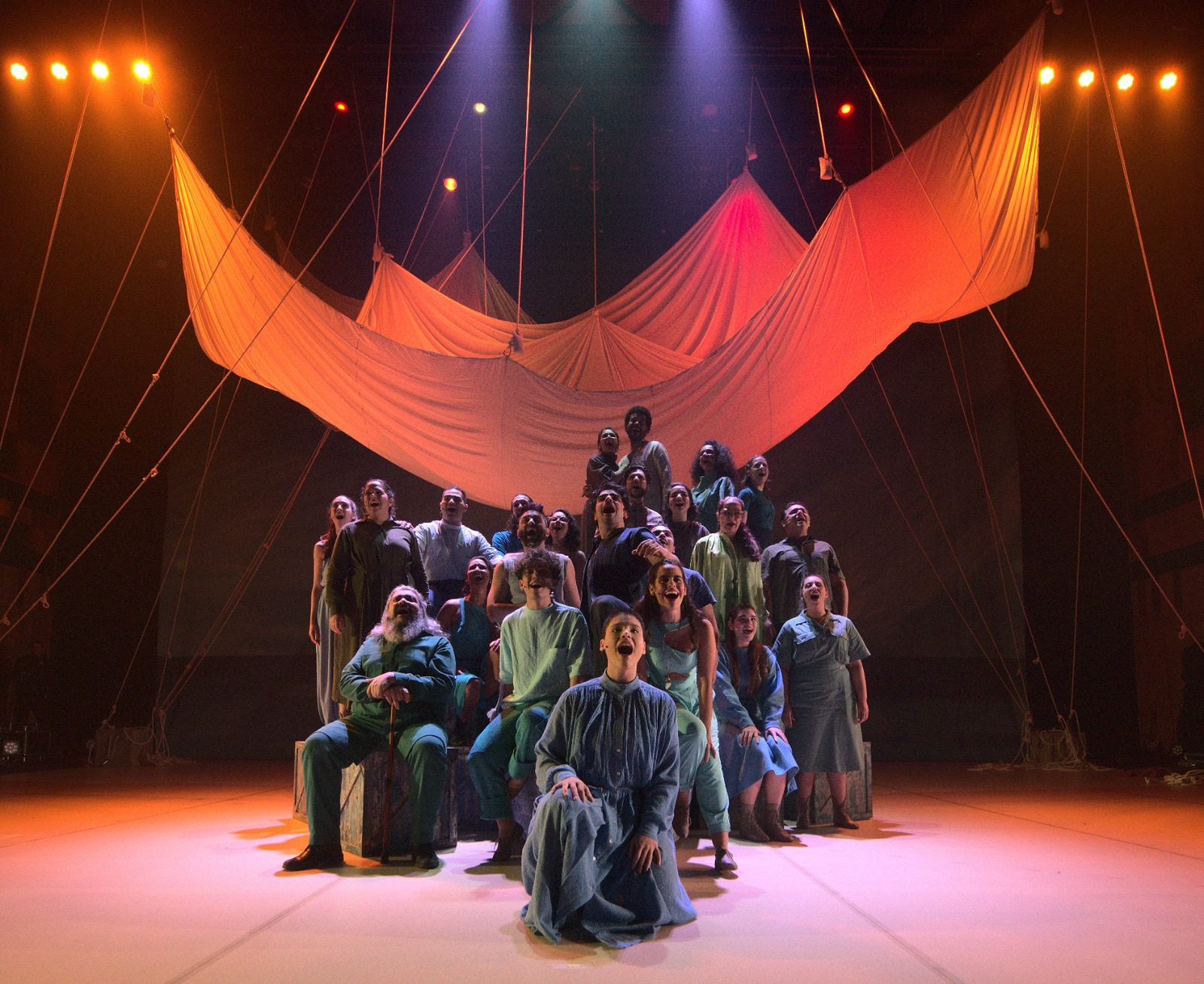
Foto do musical Nautopia de 2022

Clara pede ao irmão que construa um pequeno barco para que ela possa observar as estrelas enquanto flutua no mar. Tomás em princípio não acha boa ideia, mas constrói o barco e faz uma surpresa para irmã. Clara batiza o pequeno barco de Mira, em homenagem à estrela variável da Constelação da Baleia. Pouco tempo depois, Clara desaparece misteriosamente a bordo do barco e nunca mais é encontrada.
Após o misterioso desaparecimento de Clara , Tomás vai embora do vale e se exila na cidade de Paraty. Ali ele se envolve com Iara, uma mulher que abraça seus sonhos apesar da insegurança acerca da verdadeira história do navegador.
A doença de Rocha e a possibilidade de reencontro com Selena, seu amor de infância, fazem com que Tomás decida retornar ao vale abruptamente, duas semanas antes de embarcar na tão sonhada viagem ao redor do mundo ao lado de Iara.
Com seu retorno, passado e presente se confrontam e trazem à tona segredos e a verdadeira natureza dos acontecimentos – e dos sonhos – de Tomás e de sua comunidade.

## Números Musicais
ATO 1
1. Zênite – Clara, Tomás e Companhia
2. Fluir – Tomás
3. Pés na Areia – Selena
4. A Voz do Mar – Isabel, Clara, Elias e Companhia
5. A Bruma - Iara
6. Ninguém pode mudar Ninguém – Elias e Tadeu
7. Ir Além I – Zara, Lúcia e os Pioneiros
8. Rota Para o Vale – Tomás
9. Vida Nova – Fátima, João, Jovem Zara, Jovem Rocha e Jovem Lúcia
10. Cetus (Homem ao Mar) – Rocha e Companhia
11. Ruínas a mais – Tomás e Companhia

ATO 2
1. Ir Além II – Fátima e Companhia
2. Inatingível Distância – Clara
3. O Náufrago e a Sereia – Iara
4. Ninguém pode mudar Ninguém (reprise) – Tadeu
5. Mar Aberto – Tomás e Selena
6. Conselho de Lúcia / Confissão de Rocha / Faz do teu Ser – Lucia, Tomás, Rocha, Clara
7. Zênite (Reprise) – João e Tomás
8. Feitos Disso – Zara e Selena
9. Ascenção de Clara / O Náufrago e a Sereia (reprise) – Companhia/Iara
10. Olhar e Ver – Elias, Tomás e Companhia
11. Filhos do Vale – Clara, Tomás, Tadeu, Selena, Elias, Isabel e Cauã
12. Nautopia – Tomás e Comanhia

Algumas canções apresentadas no Workshop de 2020 (“Um passo ao Infinito” e “A bússola”) foram cortadas para a produção de 2023; outras sofreram mudanças significativas como “Bruma”, “Vida Nova” e “Olhar e Ver”. Daniel desenvolveu todo o segmento  “O conselho de Lúcia / Confissão de Rocha / Faz do Teu ser”, musicando inteiramente uma cena importante do segundo ato.

## Personagens
Os filhos do Vale:
Tomás: jovem navegador que vive a bordo do veleiro Zênite herdado de seu pai. Apesar de sua trajetória repleta de perdas, Tomás tem coração nobre e espírito livre. Seu maior anseio é se libertar de seu passado e seguir seu próprio caminho. Esconde sua história e origem de Iara, até que decide voltar ao vale da Utopia.

Clara: garota de sensibilidade incomum. irmã mais nova de Tomás e a mais jovem dos 7 filhos do Vale. Clara é o farol condutor da história, quem nos ajuda a enxergar tudo que não é óbvio.
Selena: jovem determinada, de temperamento forte, abandonou o vale da Utopia para seguir carreira como bailarina no Rio de Janeiro. Retorna ao vale três anos após sua partida, desiludida com a vida na cidade grande.
Elias: rapaz responsável, de personalidade contida e ponderada, correto em quase todas as suas ações. Compromissado com sua família e comunidade, zela por tudo que foi construído por Rocha, seu pai - mesmo que isso signifique um confronto com seu irmão Tadeu.
Tadeu:  jovem ambicioso e de temperamento combativo, tem uma relação difícil com o pai e com o irmão Elias, além de grande rivalidade com Tomás. Busca fazer as coisas do seu jeito e enxergar a realidade para além dos muros de sua comunidade.
Isabel: doce e prestativa, Isabel replica muitas características e sua mãe, Lúcia. Vemos muito sobre Clara a partir de seu olhar.
Cauã: filho de Zara, irmão mais novo de Selena. Possui um temperamento leve e brincalhão. É observador, artístico e um tanto fofoqueiro.

Os Pioneiros:
Fátima: Mãe de Tomás e Clara. Abandona os estudos e a família para viver seu romance com João no início da década de 90. Fátima se revela uma mulher forte, a verdadeira liderança do Vale da utopia.
João: Professor universitário que se envolve com Fátima e foge com ela e os outros para o vale da Utopia em meio à crise econômica causada pelo plano Collor. Um sonhador nato, usa suas economias para comprar um veleiro e viajar o mundo com Fátima. Porém, seus sonhos mudam quando ela engravida e eles decidem ficar no Vale.
Rocha: enquanto jovem, Rocha é um jovem arrogante, machista e manipulador. Obcecado por Fátima, faz de tudo para prendê-la em seu jogo. Ao longo do tempo, aprende a esconder suas características mais sombrias debaixo da figura paterna que estabelece para todos os filhos do vale. É a voz de liderança da comunidade.
Lúcia: mãe de Elias, Tadeu e Isabel, irmã mais nova de Fátima. Ao chegar no vale é marcada por um acontecimento traumático  e sofre em segredo ao longo dos anos. Sob sua personalidade conformada e subserviente, possui grande sabedoria.
Zara: A mística da comunidade, ao longo dos anos transformou suas experiências lisérgicas em uma legítima busca por auto transformação. Sua compreensão espiritual da vida faz com que ela observe os conflitos da comunidade sem muito envolvimento. Passa a maior parte de seu tempo em retiro, dentro de uma gruta.
Iara: Jovem mulher, de temperamento aventureiro. Independente e empoderada, trocou o papel de herdeira de uma família rica de Paraty por uma carreira como mergulhadora profissional. De intuição aguçada, combate a cegueira causada pelo envolvimento pessoal com Tomás para descobrir o que ele esconde em seu passado.
Heloísa: Proprietária do quiosque da praia do Maço, no vale da Utopia e melhor amiga de Selena.
Zarolho: Marinheiro de Paraty, amigo e conselheiro de Tomás.

## Elencos
| Personagem  | Workshop 2020                                                                                       | Produção 2022 |
| ----------- | --------------------------------------------------------------------------------------------------- | --- |
| Tomás       | Beto Sargentelli                                                                                    | Beto Sargentelli |
| Clara       | Sofia Savietto                                                                                      | Sofia Savietto |
| Selena      | Daruã Goés                                                                                          | Eline Porto |
| Iara        | Luana Zehnun                                                                                        | Luana Zehnun |
| Elias       | Henrique Moretzsohn                                                                                 | José Dias |
| Tadeu       | Camillo                                                                                             | Camillo |
| Rocha       | Rafael de Castro                                                                                    | Jonathas Joba |
| Zara        | Neusa Romano                                                                                        | Neusa Romano |
| Lúcia       | Aurora Dias                                                                                         | Aurora Dias |
| Fátima      | Nani Porto                                                                                          | Nani Porto |
| João        | Diego Luri                                                                                          | Max Grácio |
| Jovem Zara  | Natacha Wiggers                                                                                     | Elá Marinho |
| Jovem Lúcia | Maísa Lacerda                                                                                       | Dara Galvão |
| Jovem Rocha | Bruno Vaz                                                                                           | Bruno Vaz |
| Cauã        | Yudchi                                                                                              | Yudchi |
| Isabel      | Íris Bassi/Bel Nobre                                                                                | Bia Anjinho |
| Heloísa     | Nina Vettá                                                                                          | Nina Vettá |
| Zarolho     | Caio Blanco                                                                                         | Rafael De Castro |
| Companhia   | Dalia Halegua, Priscila Cammarosano, Lucas Becerra, Marcio Godoy, Caio Bonicontro e Júnior Castanha | Bel Nobre, Gabriela Gonzales, Alessandro Balbi, Henrique de Paula, Daruã Góes, Dália Halegua, íris Bassi e Daniella Binacalana |

## Críticas
Nautopia foi considerado um “raro exemplo nacional do gênero” pelo jornalista Ubiratan Brasil do jornal O Estado de São Paulo. O Jornalista e crítico teatral Bruno Cavalcanti considerou Nautopia  “o melhor espetáculo em cartaz  da temporada 2022”, afirmando que “o musical não apenas é farol para grandes produções originais brasileiras”, além de exaltar “a maestria de Daniel Salve como dramaturgo e diretor” e afirmar “sua sina de artesão pop responsável por letra e música das (excelentes) 25 canções que compõem a obra”.  O guia especializado em teatro OFF afirmou sobre Nautopia: “um espetáculo que deixará sua marca no teatro paulistano”.

## Prêmios
| Ano  | Premiação                              | Categoria                                     | Indicado                                      | Resultado |
| ---- | -------------------------------------- | --------------------------------------------- | --------------------------------------------- | --------- |
| 2022 | Prêmio Bibi Ferreira                   | Melhor Musical Brasileiro                     | Melhor Musical Brasileiro                     | Indicação |
| 2022 | Prêmio Bibi Ferreira                   | Melhor Roteiro Original                       | Daniel Salve                                  | Indicação |
| 2022 | Prêmio Bibi Ferreira                   | Melhor Letra e Música Originais               | Daniel Salve                                  | Vencedor  |
| 2022 | Prêmio DID (Destaque Imprensa Digital) | Destaque Musical Brasileiro                   | Destaque Musical Brasileiro                   | Indicação |
| 2022 | Prêmio DID (Destaque Imprensa Digital) | Destaque Musical Brasileiro (Votação Popular) | Destaque Musical Brasileiro (Votação Popular) | Vencedor  |
| 2022 | Prêmio DID (Destaque Imprensa Digital) | Destaque Direção                              | Daniel Salve                                  | Indicação |
| 2022 | Prêmio DID (Destaque Imprensa Digital) | Destaque Direção Musical                      | Diego Salles                                  | Vencedor  |
| 2022 | Prêmio DID (Destaque Imprensa Digital) | Destaque Roteiro Original                     | Daniel Salve                                  | Indicação |
| 2022 | Prêmio DID (Destaque Imprensa Digital) | Destaque Letra Original                       | Daniel Salve                                  | Vencedor  |
| 2022 | Prêmio DID (Destaque Imprensa Digital) | Destaque Iluminação                           | Guilherme Paterno                             | Vencedor  |
| 2022 | Prêmio DID (Destaque Imprensa Digital) | Destaque Cenografia                           | Daniel Salve                                  | Indicação |
| 2022 | Prêmio DID (Destaque Imprensa Digital) | Destaque Revelação                            | Sofia Savietto                                | Indicação |
| 2022 | Prêmio DID (Destaque Imprensa Digital) | Destaque Elenco                               | Destaque Elenco                               | Indicação |